# Wahlkreis Modena-Mitte
Der Wahlkreis Modena-Mitte war von 1993 bis 2005 ein Wahlkreis (italienisch collegio elettorale) für die Wahl der Abgeordnetenkammer.

## Wahlkreisgebiet
Der Wahlkreis umfasste den Teil der Gemeinde Modena, der aus Stadtgliederungen (Circoscrizioni) Centro Storico – San Cataldo (d. h. Circoscrizione 1), Buon Pastore (d. h. Circoscrizione 3), Sant’Agnese – San Damaso (d. h. Circoscrizione 4), San Lazzaro – Modena Est (d. h. Circoscrizione 5) und Crocetta (d. h. Circoscrizione 6) bestand. Die Stadtgliederungen San Faustino – Saliceta San Giuliano (d. h. Circoscrizione 2) und Madonnina – Quattro Ville (d. h. Circoscrizione 7) gehörten zum Wahlkreis Modena – Sassuolo (zu dem auch die Gemeinden Fiorano Modenese, Formigine und Sassuolo gehörten).

## Wahlergebnisse

### Parlamentswahl 1994

#### Direktstimmen
| Kandidaten               | Kandidaten               | Parteien                                 | Stimmen | %    |
| ------------------------ | ------------------------ | ---------------------------------------- | ------- | ---- |
|                          | Alfonsina Rinaldigewählt | Progressisti                             | 49.660  | 50,6 |
|                          | Stefano Prampolini       | Polo delle Libertà (FI – LN – CCD – UdC) | 25.591  | 26,1 |
|                          | Stefania Tullo           | Patto per l’Italia                       | 11.119  | 11,3 |
|                          | Enrico Aimi              | Alleanza Nazionale                       | 7.870   | 8,0  |
|                          | Giovanni Selmi           | Lista Marco Pannella – Riformatori       | 3.969   | 4,0  |
| Gesamt                   | Gesamt                   | Gesamt                                   | 98.209  | 100  |
|                          |                          |                                          |         |      |
| Ungültige Stimmen        | Ungültige Stimmen        | Ungültige Stimmen                        | 4.297   | 4,2  |
| Wähler                   | Wähler                   | Wähler                                   | 102.506 | 94,3 |
| Wahlberechtigte          | Wahlberechtigte          | Wahlberechtigte                          | 108.723 |      |
|                          |                          |                                          |         |      |
| Quelle: Innenministerium |                          |                                          |         |      |

#### Listenstimmen
| Parteien                             | Parteien                        | Parteien                           | Stimmen | %    |
| ------------------------------------ | ------------------------------- | ---------------------------------- | ------- | ---- |
|                                      | Progressisti                    | Partito Democratico della Sinistra | 39.333  | 39,4 |
| Partito della Rifondazione Comunista | Progressisti                    | 6.047                              | 6,1     |      |
| Federazione dei Verdi                | Progressisti                    | 3.154                              | 3,2     |      |
| Alleanza Democratica                 | Progressisti                    | 1.408                              | 1,4     |      |
| La Rete                              | Progressisti                    | 1.182                              | 1,2     |      |
| Partito Socialista Italiano          | Progressisti                    | 976                                | 1,0     |      |
| ↳ Gesamt                             | Progressisti                    | 52.100                             | 52,2    |      |
|                                      | Polo delle Libertà              | Forza Italia                       | 16.433  | 16,5 |
| Lega Nord                            | Polo delle Libertà              | 5.964                              | 6,0     |      |
| ↳ Gesamt                             | Polo delle Libertà              | 22.397                             | 22,5    |      |
|                                      | Patto per l’Italia              | Patto Segni                        | 6.154   | 6,2  |
| Partito Popolare Italiano            | Patto per l’Italia              | 6.030                              | 6,0     |      |
| ↳ Gesamt                             | Patto per l’Italia              | 12.184                             | 12,2    |      |
|                                      | Alleanza Nazionale              | Alleanza Nazionale                 | 8.348   | 8,4  |
|                                      | Lista Marco Pannella            | Lista Marco Pannella               | 4.259   | 4,3  |
|                                      | Socialdemocrazia per le Libertà | Socialdemocrazia per le Libertà    | 224     | 0,2  |
|                                      | Partito Democratico             | Partito Democratico                | 205     | 0,2  |
| Gesamt                               | Gesamt                          | Gesamt                             | 99.717  | 100  |
|                                      |                                 |                                    |         |      |
| Ungültige Stimmen                    | Ungültige Stimmen               | Ungültige Stimmen                  | 2.786   | 2,7  |
| Wähler                               | Wähler                          | Wähler                             | 102.503 | 94,3 |
| Wahlberechtigte                      | Wahlberechtigte                 | Wahlberechtigte                    | 108.723 |      |
|                                      |                                 |                                    |         |      |
| Quelle: Innenministerium             |                                 |                                    |         |      |

### Parlamentswahl 1996

#### Direktstimmen
| Kandidaten               | Kandidaten              | Parteien            | Stimmen | %    |
| ------------------------ | ----------------------- | ------------------- | ------- | ---- |
|                          | Salvatore Biascogewählt | L’Ulivo             | 57.476  | 60,5 |
|                          | Paolo Casolari          | Polo per le Libertà | 29.431  | 31,0 |
|                          | Gianni Bettelli         | Lega Nord           | 6.640   | 7,0  |
|                          | Vincenzo Pezzuoli       | Fiamma Tricolore    | 1.417   | 1,5  |
| Gesamt                   | Gesamt                  | Gesamt              | 94.964  | 100  |
|                          |                         |                     |         |      |
| Ungültige Stimmen        | Ungültige Stimmen       | Ungültige Stimmen   | 3.766   | 3,8  |
| Wähler                   | Wähler                  | Wähler              | 98.730  | 91,6 |
| Wahlberechtigte          | Wahlberechtigte         | Wahlberechtigte     | 107.826 |      |
|                          |                         |                     |         |      |
| Quelle: Innenministerium |                         |                     |         |      |

#### Listenstimmen
| Parteien                                          | Parteien                             | Parteien                             | Stimmen | %    |
| ------------------------------------------------- | ------------------------------------ | ------------------------------------ | ------- | ---- |
|                                                   | L’Ulivo                              | Partito Democratico della Sinistra   | 37.222  | 38,7 |
| Popolari per Prodi (PPI – SVP – PRI – UD – Prodi) | L’Ulivo                              | 6.502                                | 6,8     |      |
| Rinnovamento Italiano                             | L’Ulivo                              | 4.481                                | 4,7     |      |
| Federazione dei Verdi                             | L’Ulivo                              | 2.841                                | 3,0     |      |
| ↳ Gesamt                                          | L’Ulivo                              | 51.046                               | 53,1    |      |
|                                                   | Polo per le Libertà                  | Forza Italia                         | 14.255  | 14,8 |
| Alleanza Nazionale                                | Polo per le Libertà                  | 10.090                               | 10,5    |      |
| CCD – CDU                                         | Polo per le Libertà                  | 4.265                                | 4,4     |      |
| ↳ Gesamt                                          | Polo per le Libertà                  | 28.610                               | 29,8    |      |
|                                                   | Partito della Rifondazione Comunista | Partito della Rifondazione Comunista | 7.354   | 7,7  |
|                                                   | Lega Nord                            | Lega Nord                            | 5.894   | 6,1  |
|                                                   | Lista Pannella – Sgarbi              | Lista Pannella – Sgarbi              | 2.520   | 2,6  |
|                                                   | Fiamma Tricolore                     | Fiamma Tricolore                     | 482     | 0,5  |
|                                                   | Nuova Democrazia                     | Nuova Democrazia                     | 156     | 0,2  |
| Gesamt                                            | Gesamt                               | Gesamt                               | 96.062  | 100  |
|                                                   |                                      |                                      |         |      |
| Ungültige Stimmen                                 | Ungültige Stimmen                    | Ungültige Stimmen                    | 2.713   | 2,7  |
| Wähler                                            | Wähler                               | Wähler                               | 98.775  | 91,6 |
| Wahlberechtigte                                   | Wahlberechtigte                      | Wahlberechtigte                      | 107.826 |      |
|                                                   |                                      |                                      |         |      |
| Quelle: Innenministerium                          |                                      |                                      |         |      |

### Parlamentswahl 2001

#### Direktstimmen
| Kandidaten               | Kandidaten              | Parteien           | Stimmen | %    |
| ------------------------ | ----------------------- | ------------------ | ------- | ---- |
|                          | Giulio Santagatagewählt | L’Ulivo            | 53.379  | 58,9 |
|                          | Giorgio Barbolini       | Casa delle Libertà | 31.973  | 35,3 |
|                          | Rosa Maria Fino         | Lista Di Pietro    | 3.440   | 3,8  |
|                          | Giuseppe Bellei Mussini | Democrazia Europea | 1.880   | 2,1  |
| Gesamt                   | Gesamt                  | Gesamt             | 90.672  | 100  |
|                          |                         |                    |         |      |
| Ungültige Stimmen        | Ungültige Stimmen       | Ungültige Stimmen  | 3.706   | 3,9  |
| Wähler                   | Wähler                  | Wähler             | 94.378  | 89,7 |
| Wahlberechtigte          | Wahlberechtigte         | Wahlberechtigte    | 105.204 |      |
|                          |                         |                    |         |      |
| Quelle: Innenministerium |                         |                    |         |      |

#### Listenstimmen
| Parteien                               | Parteien                             | Parteien                             | Stimmen | %    |
| -------------------------------------- | ------------------------------------ | ------------------------------------ | ------- | ---- |
|                                        | L’Ulivo                              | Democratici di Sinistra              | 29.150  | 31,9 |
| La Margherita (Dem – PPI – RI – Udeur) | L’Ulivo                              | 13.241                               | 14,5    |      |
| Il Girasole (FdV – SDI)                | L’Ulivo                              | 2.027                                | 2,2     |      |
| Partito dei Comunisti Italiani         | L’Ulivo                              | 1.390                                | 1,5     |      |
| ↳ Gesamt                               | L’Ulivo                              | 45.808                               | 50,2    |      |
|                                        | Casa delle Libertà                   | Forza Italia                         | 20.409  | 22,3 |
| Alleanza Nazionale                     | Casa delle Libertà                   | 8.357                                | 9,1     |      |
| CCD – CDU                              | Casa delle Libertà                   | 2.581                                | 2,8     |      |
| Lega Nord                              | Casa delle Libertà                   | 1.771                                | 1,9     |      |
| Nuovo PSI                              | Casa delle Libertà                   | 885                                  | 1,0     |      |
| ↳ Gesamt                               | Casa delle Libertà                   | 34.003                               | 37,2    |      |
|                                        | Partito della Rifondazione Comunista | Partito della Rifondazione Comunista | 4.628   | 5,1  |
|                                        | Lista Di Pietro                      | Lista Di Pietro                      | 3.476   | 3,8  |
|                                        | Lista Emma Bonino                    | Lista Emma Bonino                    | 2.333   | 2,6  |
|                                        | Democrazia Europea                   | Democrazia Europea                   | 962     | 1,1  |
|                                        | Paese Nuovo                          | Paese Nuovo                          | 103     | 0,1  |
|                                        | Abolizione Scorporo                  | Abolizione Scorporo                  | 28      | 0,0  |
| Gesamt                                 | Gesamt                               | Gesamt                               | 91.341  | 100  |
|                                        |                                      |                                      |         |      |
| Ungültige Stimmen                      | Ungültige Stimmen                    | Ungültige Stimmen                    | 3.045   | 3,2  |
| Wähler                                 | Wähler                               | Wähler                               | 94.386  | 89,7 |
| Wahlberechtigte                        | Wahlberechtigte                      | Wahlberechtigte                      | 105.204 |      |
|                                        |                                      |                                      |         |      |
| Quelle: Innenministerium               |                                      |                                      |         |      |